# Zoltán Gyimesi

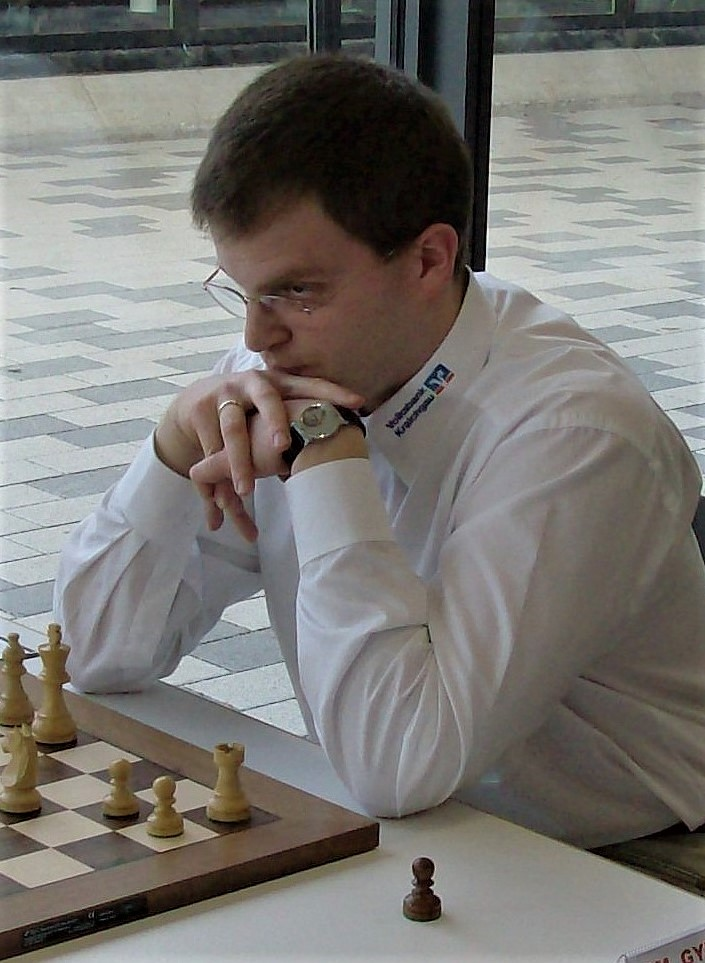

Zoltán Gyimesi (Kecskemét, 31 maart 1977) is een Hongaarse schaker. Hij is sinds 1996 een grootmeester (GM). In 2005 was hij kampioen van Hongarije. 
- In 2004 werd hij gedeeld 1e-6e met Jevgeni Najer, Artjom Timofejev, Kaido Külaots, Sergej Grigorjants en Oleg Kornejev bij het open toernooi van Cappelle-la-Grande.[1]
- Van 21 maart t/m 3 april 2005 vond in Cork het Europees kampioenschap schaken plaats, dat door Zoltán Gyimesi met 8.5 punt uit 10 gewonnen werd.[2] De Poolse grootmeester Mateusz Bartel eindigde eveneens met 8.5 punt maar werd reglementair tweede.
- Van 10 t/m 18 mei 2005 werd in Kazincbarcika het kampioenschap van Hongarije gespeeld dat met 6 punten uit 9 ronden gewonnen werd door Zoltán Gyimesi.[3] De tweede plaats was voor Zoltán Almási met 6 punten terwijl Róbert Ruck met 4.5 punt derde werd.
- In 2005 won hij het Europees kampioenschap rapidschaak.[4] Hierbij won hij in de halve finale van Viktor Kortsjnoj.

Sinds de Franse kampioenschappen in 2012 speelde hij geen schaakpartij meer die valt onder het FIDE-ratingsysteem.

## Nationale teams
Gyimesi nam met het Hongaarse team deel aan vier Schaakolympiades: in 1998, 2002, 2004 en 2006 (totaalresultaat: +11 =18 –4). In 2002, bij de 35e Schaakolympiade, won het Hongaarse team de zilveren medaille, met Gyimesi spelend aan het vierde bord.
Bij het WK landenteams in 2001 speelde hij aan bord 2, en behaalde daarbij een individuele bronzen medaille.
Aan het EK landenteams nam hij deel in 1997 en van 2003 tot 2011, waarbij het beste resultaat was: een derde plaats in 2011 in Porto Carras, in Chalcidice (Griekenland).

## Schaakverenigingen
In Hongarije speelde Gyimesi voor Honvéd Budapest, waarmee hij in 1997 deelnam aan de European Club Cup, vervolgens tot 2004 bij Miskolci SC, waarmee hij in 2000 en 2001 kampioen werd en waarmee hij in 1999 en 2000 deelnam aan de European Club Cup.  Van 2004 tot 2012 schaakte hij bij Csuti Antal SK Zalaegerszeg, waarmee hij in 2005, 2006 en 2008 kampioen werd, en waarmee hij in 2007 deelnam aan de European Club Cup. 

In de Duitse bondscompetitie speelde Gyimesi in seizoen 1996/97 en, na de terugkeer van deze vereniging in de hoogste klasse, ook van 2004 tot 2012 voor Schachclub Eppingen. In de Oostenrijkse competitie speelde hij van 2003 tot 2008 voor Union Ansfelden, waarmee hij in 2005 en in 2007 kampioen werd, en in 2005 deelnam aan de European Club Cup. Van 2008 tot 2012 speelde hij in Oostenrijk voor SK Sparkasse Jenbach, waarmee hij in 2010 en in 2011 kampioen van Oostenrijk werd. In de Bosnische competitie speelde Gyimesi van 2007 tot 2010 voor ŠK Bihać. Met deze vereniging werd hij in 2010 kampioen van Bosnië en nam hij deel aan de European Club Cup. In Frankrijk speelde hij in 2008 voor Marseille Duchamps en in 2012 voor Bischwiller. 

## Persoonlijk leven
Gyimesi is gehuwd met de Hongaarse Internationaal Meester (IM) en grootmeester bij de dames (WGM) Nóra Medvegy, tweevoudig dameskampioen van Hongarije.